# شركة الظاهرة الزراعية
شركة الظاهرة الزراعية هي شركة زراعية متخصصة في زراعة وإنتاج وتجارة الأعلاف الحيوانية والسلع الغذائية البشرية مثل الأرز والدقيق والفواكه والخضروات. تملك المجموعة وتدير بنكًا للأراضي تبلغ مساحته 200 ألف فدان، و8 مصانع لضغط الأعلاف وإنتاجها، و4 مصانع لضرب الأرز، ومصنعين لطحن الدقيق.[بحاجة لمصدر]

## الهيكل التنظيمي للشركة
تملك الشركة أكثر من 20 موقع توزيع في دولة الإمارات العربية المتحدة، وتقوم حالياً بالاستيراد من دول متعددة، بما في ذلك الولايات المتحدة وإسبانيا وإيطاليا وبولندا وكندا وباكستان. بالإضافة إلى ذلك، تمتلك الشركة مصانع ومزارع في الولايات المتحدة. 
تتكون شركة الظاهرة الزراعية من الفروع التالية:
- شركة الظاهرة الزراعية في الامارات العربية المتحدة
  - فرع الإنتاج الحيواني
  - فرع المنتجات النباتية
  - فرع الإنتاج الحيواني والنباتي
  - مشروع منتج البرسيم
- شركة الظاهرة الزراعية في مصر
  - شركة نافيجيتور
  - شركة الامارات الدولية
- شركة الظاهرة الزراعية في باكستان

وفي عام 2019، استحوذت شركة الظاهرة على شركة بلغراد الزراعية ومقرها صربيا . وفي أعقاب عملية الاستحواذ، أعلنت شركة الظاهرة أنها ستقوم ببناء 10 محطات لإنتاج الغاز الحيوي بقدرة 999 كيلو وات لكل منها في بلغراد . 
وفي نوفمبر 2020، وقعت الشركة صفقة مع شركة ووترجين الإسرائيلية لبيع وحدات المياه من الهواء إلى المنطقة.